# Ligne de Wanne-Eickel à Hambourg
 (janvier 2017).
Si vous disposez d'ouvrages ou d'articles de référence ou si vous connaissez des sites web de qualité traitant du thème abordé ici, merci de compléter l'article en donnant les références utiles à sa vérifiabilité et en les liant à la section « Notes et références ».
La ligne de Wanne-Eickel à Hambourg est la ligne ferroviaire la plus courte entre la région de la Ruhr et la région métropolitaine de Hambourg. D'une longueur de 355km, c'est la plus importante ligne de chemin de fer dans le nord-est de l'Allemagne. Elle dessert les gares de Wanne-Eickel (de) à Herne, de Recklinghausen, de Münster, d'Osnabrück, de Brême et de Hambourg.
Elle a été construite entre 1870 et 1874 par la Compagnie des chemins de fer de Cologne-Minden (CME). À l'origine, la ligne représente un tronçon de la ligne d'Hambourg à Venlo qui se poursuit jusqu'à Venlo aux Pays-Bas. Aujourd'hui, il s'agit d'une ligne ferroviaire majeure du réseau ferré allemand, électrifiée à double voie d'une vitesse maximale de 200 km/h. Du fait de la circulation constante de trains voyageurs et de trains de fret de jour comme de nuit, elle a reçu le surnom de Rollbahn « ligne de roulement ». Elle constitue la ligne 2200 du réseau ferré national.